# جون دوغلاس هازن
جون دوغلاس هازن هو محامي وسياسي كندي، ولد في 5 يونيو 1860 في Oromocto ‏ في كندا، وتوفي في 27 ديسمبر 1937 في سانت جون في كندا. نشط حزبياً في حزب كندا المحافظ. وقد انتخب عضو مجلس العموم الكندي عن دائرة City and County of St. John ‏ (5 مارس 1891 – 23 يونيو 1896) وانتخب عضو الجمعية التشريعية لنيو برونزويك ‏ (18 فبراير 1899 – 10 أكتوبر 1911) وانتخب Premier of New Brunswick ‏ (24 مارس 1908 – 10 أكتوبر 1911).